# Josep Planas i Artés
Josep Planas i Artés (Barcelona, 14 d'abril de 1901 - Barcelona, 9 d'abril de 1977) fou un futbolista català dels anys 1920 i posteriorment entrenador.

## Trajectòria
Nascut al barri de Sant Andreu, començà a jugar a futbol al FC Andreuenc i a l'Avenç de l'Sport. L'any 1921 fitxà pel FC Barcelona, esdevenint un dels grans defenses al Barça de l'edat d'or. Hi romangué fins a l'any 1927, disputant 181 partits i marcant 25 gols. Guanyà cinc Campionats de Catalunya i tres d'Espanya. Jugà amb la selecció catalana de futbol els anys 1923 i 1924.
L'any 1928 començà una llarga etapa com a entrenador. Era un veritable innovador, aplicant nous sistemes de joc i d'entrenament. Començà el 1928-29 al Racing de Ferrol, club on fou finalista del Campionat d'Espanya l'any 1939. Fou entrenador de l'Arenas de Getxo tres temporades a primera divisió. Entre 1939 i 1941 entrenà el FC Barcelona. També fou entrenador del RCD Espanyol la temporada 1946-47, el Reial Valladolid, Celta de Vigo, Reial Saragossa o Deportivo de La Coruña, entre d'altres. El seu darrer club fou la UE Sant Andreu.

## Palmarès
Avenç de l'Sport
- 2 Campionats de Catalunya de segona categoria:
  - 1919-20, 1920-21

FC Barcelona
- 5 Campionats de Catalunya:
  - 1921-22, 1923-24, 1924-25, 1925-26, 1926-27
- 3 Copes del Rei:
  - 1922, 1925, 1926